# Moroczyn (przystanek kolejowy)
Moroczyn – dawny przystanek kolejki wąskotorowej w Moroczynie, w gminie wiejskiej Hrubieszów, w powiecie hrubieszowskim, w województwie lubelskim.